# 普洛伊·本采
普洛伊·本采（匈牙利語：Pulai Bence，1991年10月27日—）生于布达佩斯，是一名匈牙利男子游泳运动员，主攻蝶泳。本采的父亲伊姆赖曾在2000年悉尼奥运获得双人划艇500米的金牌。本采在四岁时开始练习游泳。他在职业生涯期间参加了2012年伦敦奥运和2016年里约奥运，最好名次为2012年伦敦奥运男子4×100米混合泳接力的第5名。2018年，他正式结束运动生涯，成为国内俱乐部的教练。